# Districtul Thung Khao Luang
Thung Khao Luang (în thailandeză ทุ่งเขาหลวง) este un district (Amphoe) din provincia Roi Et, Thailanda, cu o populație de 24.260 de locuitori și o suprafață de 138,9 km².

## Componență
Districtul este subdivizat în 5 subdistricte (tambon), care sunt subdivizate în 50 de sate (muban).
| Nr. | Nume             | În thailandeză | Sate | Locuitori |  |
| --- | ---------------- | -------------- | ---- | --------- |  |
| 1.  | Thung Khao Luang | ทุ่งเขาหลวง      | 7    | 4,632     |  |
| 2.  | Thoet Thai       | เทอดไทย        | 10   | 4,753     |  |
| 3.  | Bueng Ngam       | บึงงาม          | 13   | 4,630     |  |
| 4.  | Maba             | มะบ้า           | 9    | 4,859     |  |
| 5.  | Lao              | เหล่า           | 11   | 5,386     |  |